# Juan Peña (político)
Juan José Peña Chacín (Municipio Alberto Adriani, Estado Miranda, Venezuela, 4 de enero de 1967 es un político venezolano que se ha desempeñado como alcalde del Municipio Alberto Adriani, en el estado Mérida.

## Carrera
En 2013 Juan Peña ganó las elecciones para la alcaldía del municipio Alberto Adriani con el 42,27% de los votos por la tarjeta de la Mesa de la Unidad Democrática. En mayo de 2017, durante las protestas en Venezuela, la sala constitucional del Tribunal Supremo de Justicia admitió demandas contra ocho alcaldes opositores, cinco del estado Miranda y tres del estado Mérida, ordenándoles impedir barricadas en sus municipios y amenazándolos con ir a prisión de lo contrario, incluyendo a Peña.